# Bar, Ukraina
Bar (tiếng Ukraina: Бар) là một thành phố của Ukraina. Thành phố này thuộc tỉnh Vinnytsia. Thành phố này có diện tích 5,95 km2, dân số theo điều tra dân số năm 2024 là 14000 người.